# Acadèmia Europea de les Ciències i les Arts
L'Acadèmia Europea de les Ciències i les Arts (AECA) és una institució cultural europea de caràcter privat amb seu central a Salzburg, fundada el 1990 a Viena, Àustria, per Franz König, Félix Unger i Nikolaus Lobkowicz, amb l'objectiu de contribuir a la unitat d'Europa amb especial atenció a la seva història, llengües, tradicions i cultura.
L'AECA desenvolupa la seva tasca al voltant del procés d'unió europea, encara que també presta atenció als països d'Europa no membres de la Unió. Se centra en la promoció d'estudis i investigacions, avalats pel rigor científic, que analitzen des de l'òptica dels objectius de l'Acadèmia, el procés unificador d'Europa i els problemes i reptes que planteja. La majoria dels seus treballs els desenvolupa en cooperació amb universitats europees i entre els seus membres es troben diversos Premis Nobel.
S'organitza institucionalment en un Consell Presidencial com a òrgan executiu, també anomenat Presidència de l'Acadèmia, els membres del denominat Senat, en un total de sis i pels degans de les diferents especialitats que formen els instituts de l'Acadèmia.
En són membres protectors Joan Carles de Borbó, Joan de Luxemburg, Heinz Fischer, Felip de Bèlgica, Danilo Turk i Ivan Gašparovic. El nombre total de membres no pot superar els 1.000, i es distribueixen en set seccions: Humanitats, Medicina, Arts, Ciències tècniques i ambientals, Ciències naturals, Ciències socials, jurídiques i econòmiques i Religions.
A nivell territorial s'estructura en 30 delegacions -24 a Europa, tres als Estats Units i tres a l'Àsia (Geòrgia, Israel i Jordània). Cadascuna de les delegacions territorials és, al seu torn, una associació civil en el seu país, amb personalitat jurídica pròpia.
Els acadèmics són elegits en les delegacions territorials, bé per cooptació o per elecció de la mateixa entitat. A nivell territorial es regeixen per una Assemblea, formada pels acadèmics, i dos òrgans directius: el President i la Junta Directiva.
L'organització central de l'AECA designa a cada país un delegat (Legatus) per coordinar els treballs.